# Нина (Белгородская область)
Нина — хутор в Волоконовском районе Белгородской области России. В составе Ютановского сельского поселения.

## География
Хутор расположен в восточной части Белгородской области, в 6,7 км по прямой к западу от северо-западных окраин районного центра Волоконовки.

## Население
| 2002 | 2010 |
| ---- | ---- |
| 104  | ↘60  |